# Битва при Тунете
Битва при Тунете — сражение Первой Пунической войны, произошедшее в 255 году до н. э. около города Тунета (современного Туниса) между армиями римлян и карфагенян. Римлянами командовал Марк Атилий Регул, а карфагенянами — грек Ксантипп. Сражение завершилось победой карфагенян, боевые слоны которых смяли пехоту римлян.
Согласно Аппиану, Регул совершил ошибку, когда, приблизившись к противнику после дневного марша, проходившего в жаркую погоду, сразу двинул своих усталых людей в бой. Римская кавалерия была легко разбита, а пехота поначалу смогла потеснить карфагенских наёмников, но попала в окружение, была атакована слонами и почти полностью уничтожена. Всего две тысячи римлян смогли пробиться в Клупею; 500 человек попали в плен, и среди них оказался Марк Атилий Регул.